# H2AFB1
A histona H2A-Bbd tipo 1, também conhecida como H2A deficiente em corpos de Barr, é uma variante da proteína histona que, em humanos, é codificada pelo gene H2AFB1 (família de histonas H2A, membro B1).

## Função
As histonas são proteínas nucleares básicas que são responsáveis pela estrutura do nucleossomo da fibra cromossômica em eucariotos. Os nucleossomas consistem em aproximadamente 146 pb de DNA enrolados em torno de um octâmero de histonas composto por pares de cada uma das quatro histonas centrais (H2A, H2B, H3 e H4).
A fibra de cromatina é ainda mais compactada pela interação de uma histona de ligação, H1, com o DNA entre os nucleossomos para formar estruturas de cromatina de ordem superior. Este gene codifica um membro da família histona H2A. Esse gene faz parte de uma região que se repete três vezes no cromossomo X, uma vez no íntron 22 do gene F8 e duas vezes mais próximo do telômero Xq. Este registro representa a cópia mais centromérica que está no íntron 22 do gene F8.